# Machilus hemsleyi
Machilus hemsleyi är en lagerväxtart som beskrevs av Takenoshin Nakai. Machilus hemsleyi ingår i släktet Machilus och familjen lagerväxter. Inga underarter finns listade i Catalogue of Life.